# Jachin und Boas

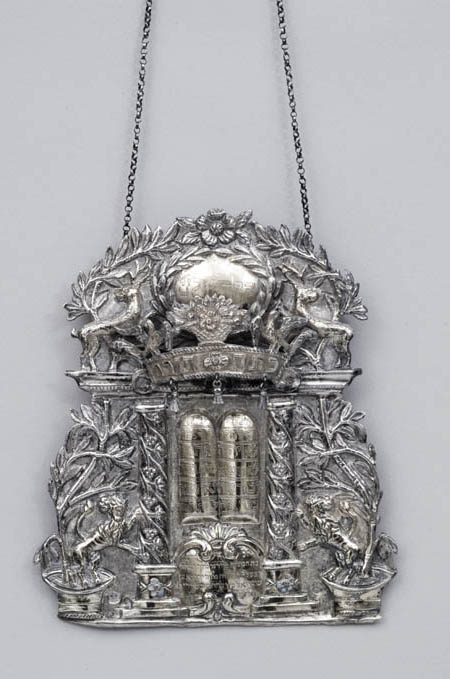
Zwei flankierende Säulen als Schmuckelement auf einem Toraschild aus Lemberg, 19. Jahrhundert (Yeshiva University Museum)

Jachin und Boas (hebräisch יָכִין Yāḵīn und בֹּעַז Bōʿaz) sind die Namen, die den beiden Säulen am Tor des Eingangs des Tempels in Jerusalem gegeben wurden. König Salomo hatte sie nach biblischer Überlieferung von Ḥīrām, einem aus Tyros stammenden Bronzeschmied, anfertigen lassen. Der Text, der die Säulen und ihre Verzierungen beschreibt, findet sich im 1. Buch der Könige (1 Kön 7,13–22 ) im Rahmen der Baubeschreibung des Tempels und in einer Parallelstelle bei Jeremia (Jeremia 52,21–23 ). Der hebräische Text im Buch Könige ist verderbt und schwer verständlich.

## Beschreibung
Die Säulen waren aus Bronze gegossen und innen hohl. Die Höhe betrug nach der biblischen Beschreibung 18 Ellen, etwa 9 Meter, der Umfang 12 Ellen, etwa 6 Meter. Die Wandstärke wird mit 4 Fingerbreit (= ca. 7,5 cm) angegeben. Oben waren sie von doppelten Kapitellen bekrönt. Die Verzierungen waren floral, das obere Kapitell in Form einer Lotusblüte, das untere mit Geflecht und Granatäpfeln versehen.

## Die Säulen in exegetischer Sicht

### Namen
Dass Säulen Namen haben, ist auch sonst aus dem Vorderen Orient bezeugt. Die genaue Deutung der Namen bleibt jedoch umstritten. Beide begegnen als Personennamen im Alten Testament (Jachin z. B. in Gen 46,10 ; Boas in Rut 2–4 ). Eine These vermutet hinter den Namen der Säulen Götternamen und deutet Jachin als phönizisches Äquivalent zum Tetragramm JHWH (Jahwe) und Boas als Verschreibung von Ba’al, womit die Hauptgötter beider Völker genannt worden wären.:S. 145 f. Andere Forscher erwägen, dass es sich um zwei Epitheta JHWHs handelt,:S. 146 oder (unter Verweis auf einige Psalmen) um Satzzitate, dass also die Säulen ihre Namen nach dem ersten Wort der auf dieser Säule stehenden Inschrift erhalten hätten.:S. 146–149 Busink vermutet, dass die Säule Boas ursprünglich Baal („Herr“) als Appellativum für JHWH hieß. Somit bedeutete die Inschrift „JHWH (Ba’al-Boas) [wird dieses Haus] schützen (Jachin)“. Mulder hingegen sieht in den Säulen Relikte kanaanäischer Religion mit Affinität zum Königskult.
Nach aktuellem Forschungsstand weitgehend akzeptiert sind die Herkünfte
- Jachin, יָכִין von כון kûn, deutsch ‚gründen/befestigen/aufstellen‘: „Er hat gegründet.“
- Boas, בּוֹעַז von עז ‘az (Nebenform: ‘oz) (‚Macht/Stärke‘) verbunden mit der Präposition ב b, deutsch ‚in‘: „Mit Macht“ oder/und – mit zusätzlichem, als Personalsuffix gedeuteten -וֹ -ō, deutsch ‚ihm‘ – „In ihm ist Macht.“

Möglicherweise sollen diese Namen betonen, dass die Säulen Dauer und Bestand von Tempel und/oder Königtum zum Ausdruck bringen sollen. Beide Begriffe stammen aus dem weiteren Wortfeld von Schöpfungsaussagen. Zwickel schreibt dazu: „YHWH, der die Erde fest gegründet und das Chaos besiegt hat, ist der Garant für fortdauerndes Leben und Fruchtbarkeit.“ Othmar Keel fragt für die Deutung der Namen nach dem Standort der Säulen. Sind sie als tragendes Element gedacht, bezieht sich „Festmachen“ und „Stärke“ auf die Säulen selbst; stehen sie frei vor dem Tempel, weisen die Namen auf die Eigenschaften Gottes oder den König als Erhalter hin.

### Symbolik (nach Wolfgang Zwickel)
Die beiden Säulen, deren Kapitelle mit Blüten- und Fruchtsymbolen behängt waren, sollten Bäume verkörpern. Zusammen mit dem Ehernen Meer und den zehn Kesselwagen symbolisierten sie den Kosmos und feierten JHWH als den Schöpfer und Erhalter der Welt.

## Bibelstelle
„13 Und der König Salomo sandte hin und ließ Hiram von Tyrus holen.
14 Der war der Sohn einer Witwe aus dem Stamm Naftali, sein Vater aber war ein Tyrer, ein Bronzeschmied. Er war voller Weisheit und Einsicht und Kenntnis, um jegliche Arbeit in Bronze auszuführen. Und er kam zu dem König Salomo und führte [ihm] alle seine Arbeit aus.
15 Und er formte die beiden Säulen aus Bronze: achtzehn Ellen [betrug] die Höhe der einen Säule, und ein Faden von zwölf Ellen umspannte sie; ihre [Wand]stärke war vier Finger [breit, und innen war sie] hohl; ebenso war die andere Säule
[…]
21 Und er stellte die Säulen an der Vorhalle des Tempelraums auf. Er stellte die rechte Säule auf und gab ihr den Namen Jachin, und er stellte die linke Säule auf und gab ihr den Namen Boas.
22 Und oben auf den Säulen war Lilienarbeit. So wurde das Werk der Säulen vollendet.“

## Rezeption

### Synagogenarchitektur
Das Motiv der Säulen Jachin und Boas wurde im Synagogenbau öfter verwendet; es findet sich auch als Dekorationselement auf liturgischen Gegenständen.

#### Jachin und Boas in der Synagoge zu Worms

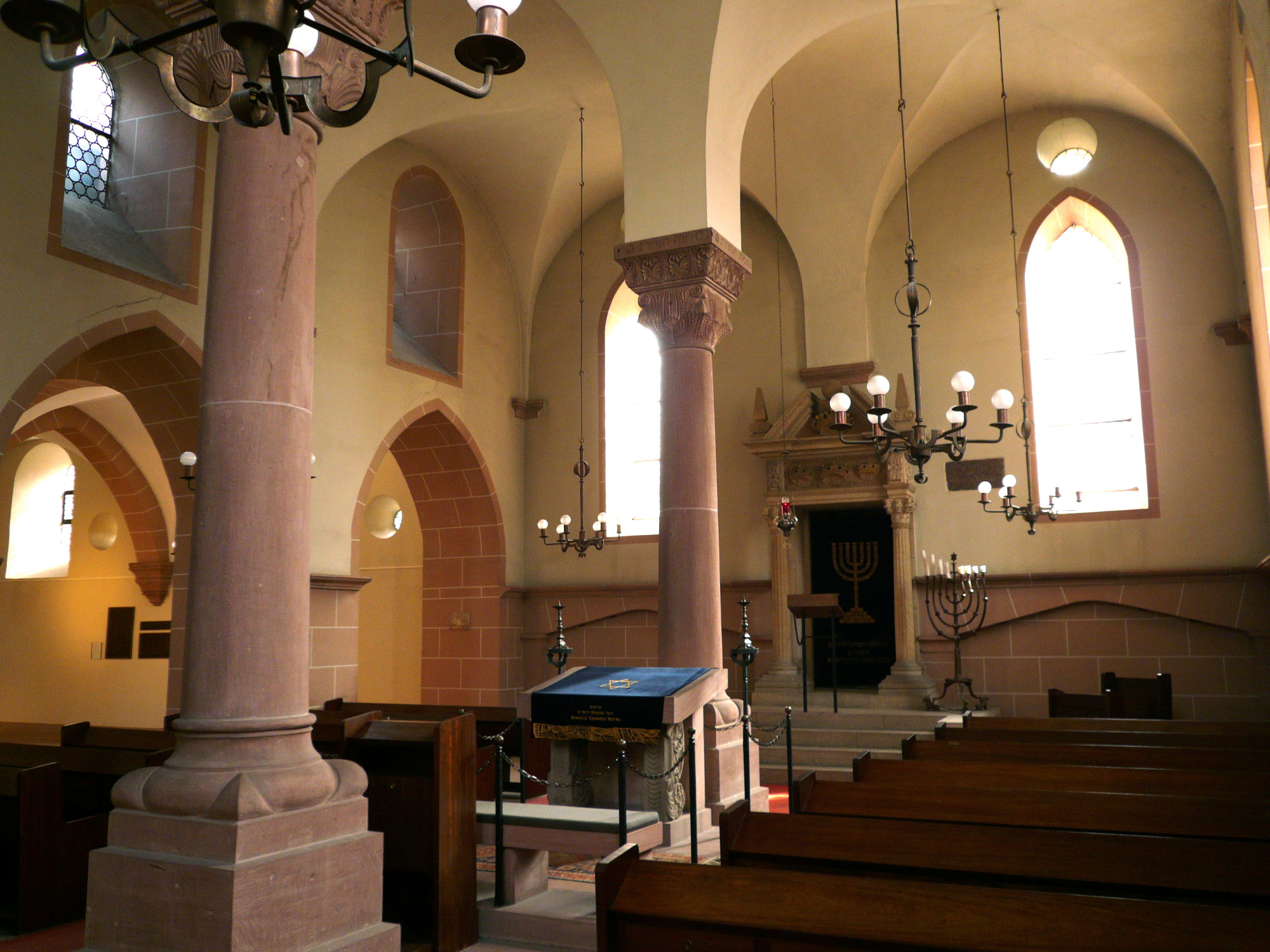
Innenraum der Wormser Synagoge mit den beiden Mittelsäulen. An der hinteren Säule die Stifterinschrift, die das Baujahr 1174/1175 ergibt und mit Zitaten aus 1 Könige 7 spielt: „Den Perlenschmuck der beiden Säulen verfertigte er ohne lässige Hände, auch die kugeligen Knäufe, an denen er die Lampen aufhängte.“

Auf den beiden Mittelstützen des Innenraums wurden Inschriften angebracht, die diese Säulen als Jachin und Boas identifizieren. Der romanische Synagogenbau wurde von einer christlichen Bauhütte ausgeführt. Wie diese Identifizierung der Säulen zwischen dem Bauherren, der Synagogengemeinde, und den Handwerkern abgesprochen war, ist nicht näher bekannt. Doch scheinen auch die beiden freistehenden Pfeiler am Nordportal des Wormser Domes auf Jachin und Boas anzuspielen.

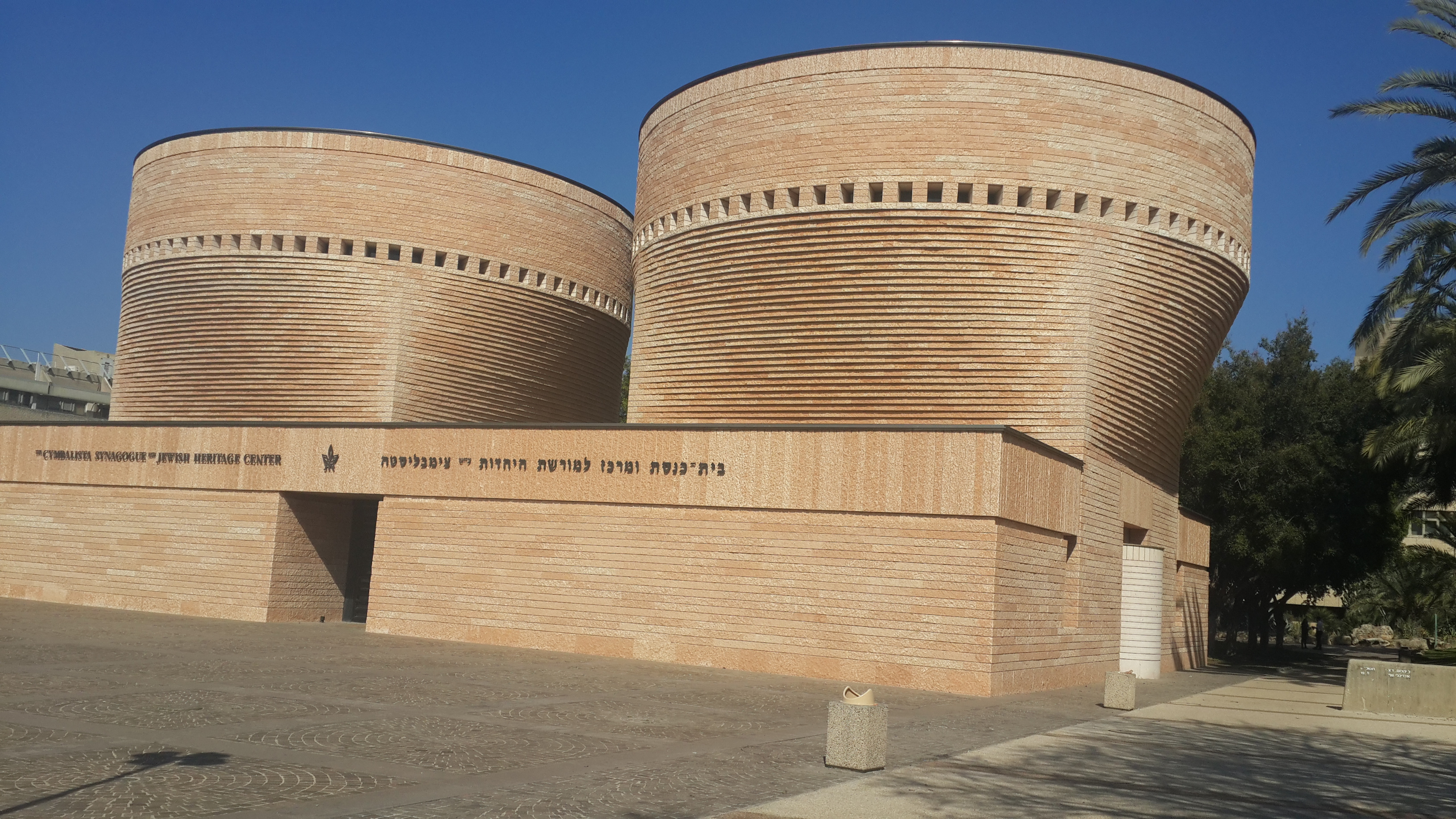
Cymbalista Synagoge, Campus der Universität Tel Aviv

#### Cymbalista-Synagoge, Campus der Universität Tel Aviv
Der Synagogenbau (1988) des Tessiner Architekten Mario Botta nimmt deutlich Bezug auf die Architektur des Salomonischen Tempels und wurde vorbildhaft für andere Synagogen-Neubauten. „Dieses Monument mit seinen Kubus und Zylinder zum kosmischen Symbol vereinenden Zwillingstürmen erscheint wie eine moderne Kreuzritterburg oder – dank den beiden an Boas und Jachin erinnernden Eingangspfeilern – wie eine eigenwillige Interpretation des Salomonischen Tempels und darf als Quintessenz der jüdischen Sakralarchitektur von der Prager Altneuschul bis hin zu Louis Kahns unrealisiert gebliebener Hurva-Synagoge in Jerusalem gelten.“

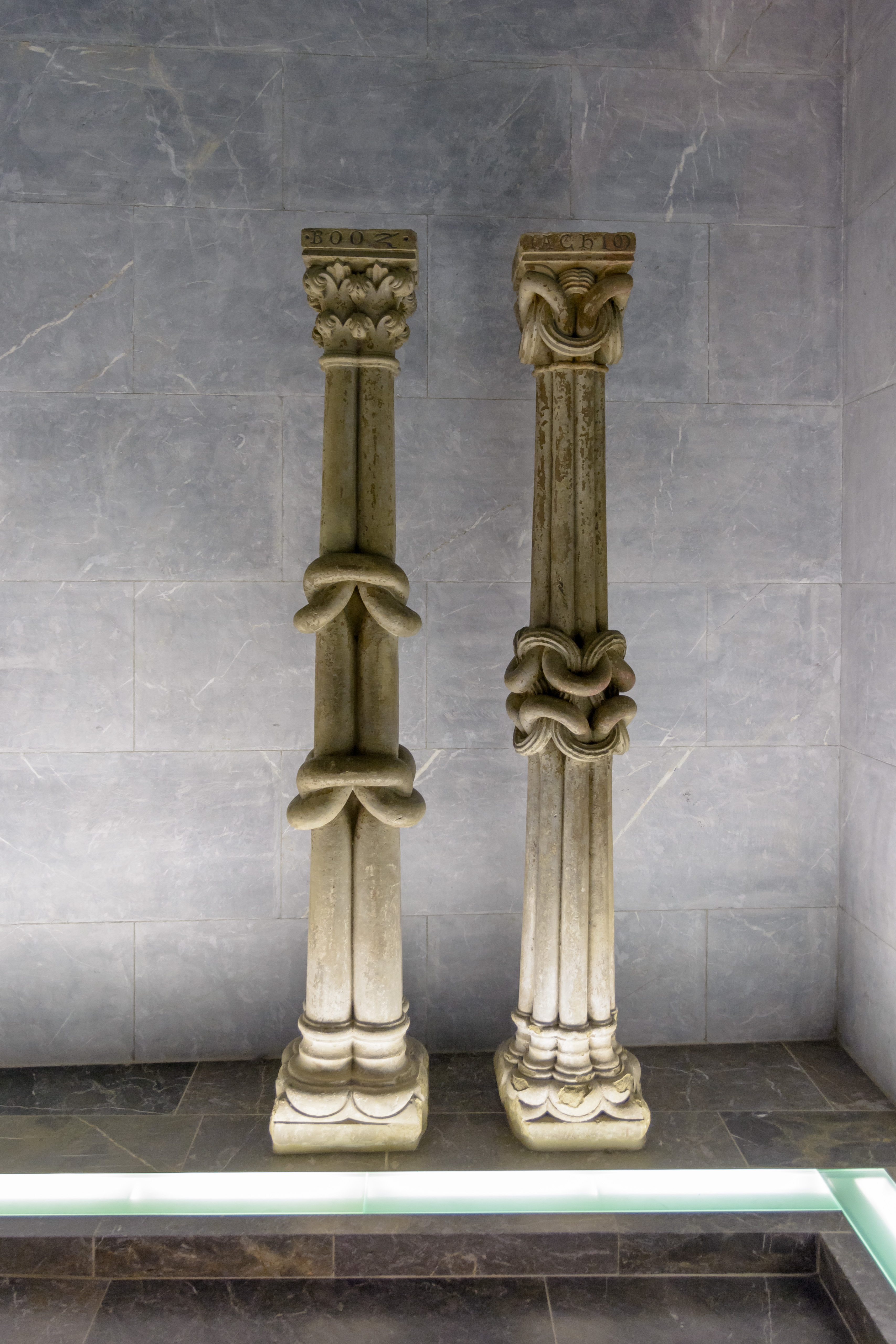
Säulenpaar mit den Inschriften und, Würzburger Dom, ursprünglich in der Vorhalle, um 1230

### Kirchenarchitektur
In romanischen Kirchen finden sich nichttragende Säulenpaare, die z. T. als Jachin und Boas beschriftet sind. Eine berühmte Wiederaufnahme dieses Motivs sind die von 1724 bis 1730 geschaffenen Triumphsäulen vor der Wiener Karlskirche.

#### Jachin und Boas im Würzburger Dom
Die beiden romanischen Säulen sind nach Mehrheitsmeinung der Fachleute um 1230 für die Vorhalle des Würzburger Doms angefertigt worden und stellten eine symbolische Verbindung zwischen dem Kirchenbau und dem Salomonischen Tempel her. 1644 wurde die Vorhalle abgerissen und die beiden Säulen im Südschiff des Doms aufgestellt.
Eine abweichende These vertritt Karlheinz Müller, der die jüdischen Grabsteine erfasst hatte, die in Würzburg nach der Zerstörung der jüdischen Gemeinde sekundär vermauert worden waren. Er stellt das Säulenpaar in diesen Zusammenhang und sieht darin einen Portalschmuck der zerstörten romanischen Synagoge.

### Freimaurerei

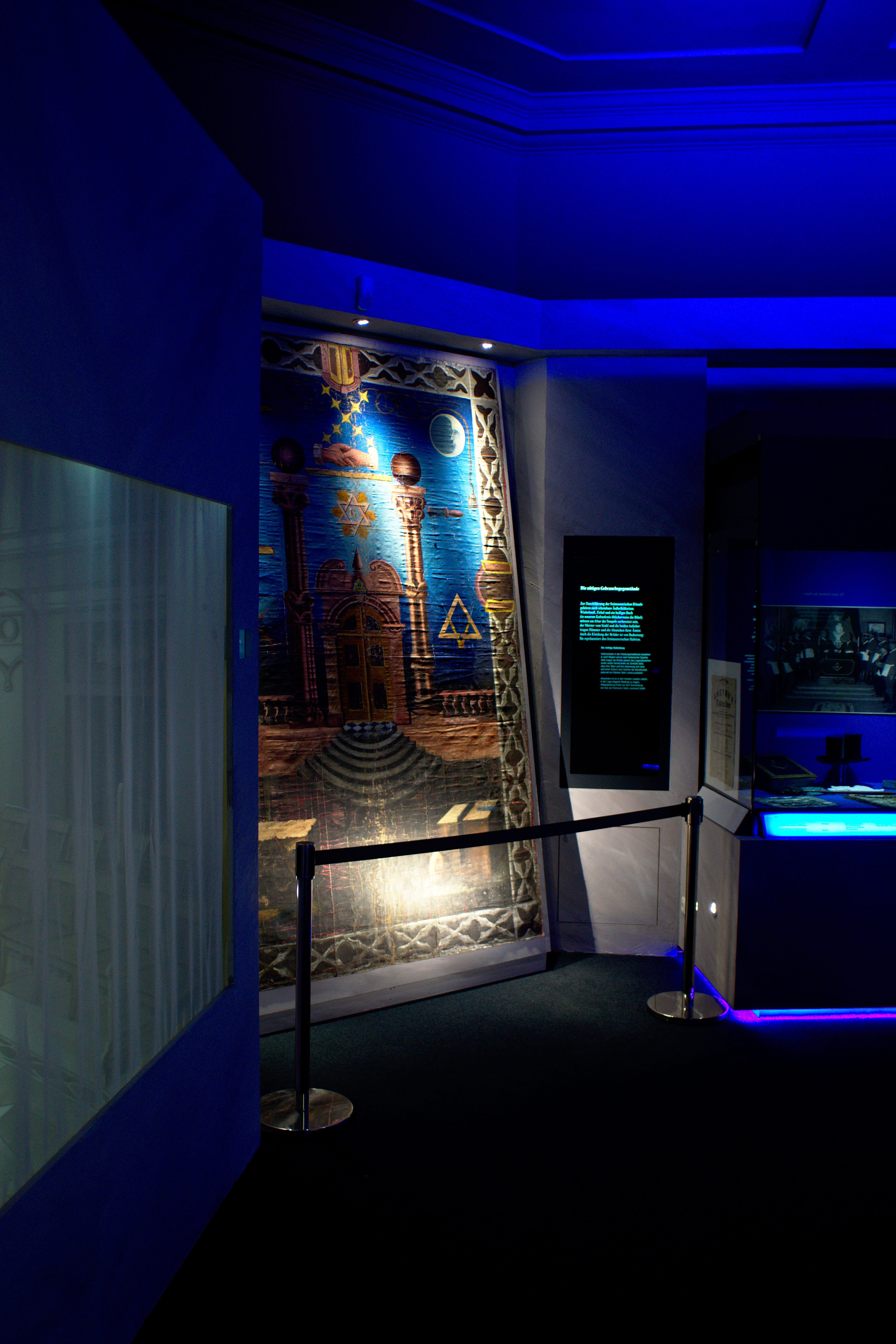
Wandteppich mit den Säulen Jachin und Boaz im Inneren des Deutschen Freimaurer-Museums

Die beiden Säulen Jachin (rechts) und Boas (links) sind Symbole der Freimaurerei und repräsentieren die Grundpfeiler der Humanität. Sie werden bei rituellen Tempelarbeiten der Freimaurer als tatsächliche Säulen im Versammlungsraum aufgebaut. Boas war der Urgroßvater Davids, des Königs von Israel.
Jachin war ein Hohepriester, der einen Teil des Tempels geweiht hatte. Die beiden Säulen sollen an die Säulen im Vorhof des biblischen Salomonischen Tempels erinnern, der im Ritual der Freimaurer von Bedeutung ist.

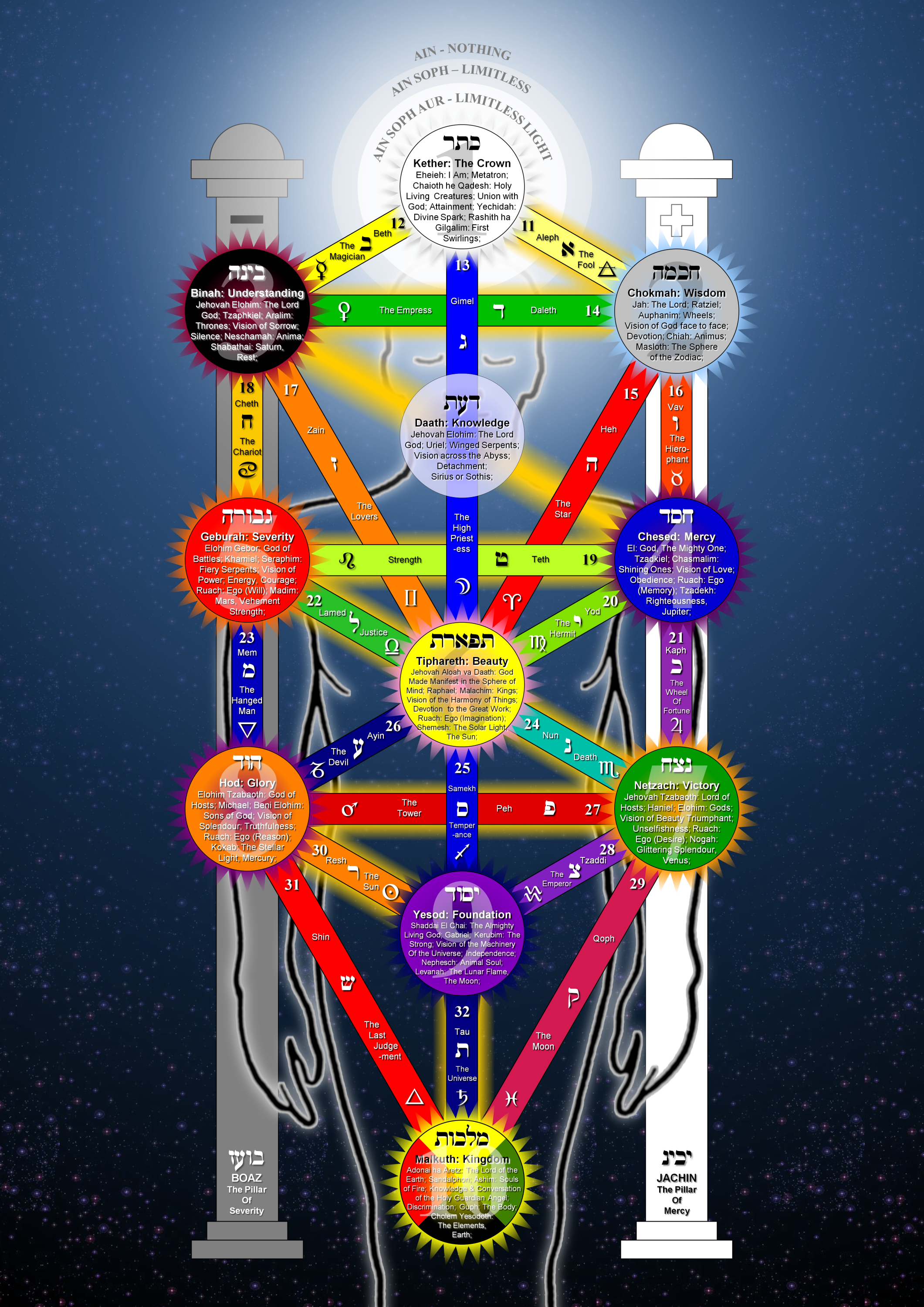
Lebensbaum mit Jachin und Boas in der Hermetischen Kabbala

## Sonstiges
Außerdem tragen folgende biblische Personen die Namen Jachin und Boas:
Jachin
- Sohn Simeons: 1. Mose 46,10
- Ein Priester: 1. Chronik 9,10 (eventuell gleiche Person?)

Boas
- „Löser“ Ruths: Boas, Vorfahre Jesu: Matthäus 1,5